# Diplosentidae
Famille
Les Diplosentidae forment une famille d'acanthocéphales.

## Liste des sous-familles
Selon ITIS (8 mai 2010) et World Register of Marine Species (8 mai 2010), cette famille comprend deux sous-familles :
- Allorhadinorhynchinae Golvan, 1969
- Diplosentinae Golvan et Houin., 1963